# Cryptadelphia polyseptata
Cryptadelphia polyseptata är en svampart som beskrevs av Réblová & Seifert 2004. Cryptadelphia polyseptata ingår i släktet Cryptadelphia och familjen Trichosphaeriaceae.   Inga underarter finns listade i Catalogue of Life.